# Суперкубок Індії з футболу 2005
Суперкубок Індії з футболу 2005  — 5-й розіграш турніру. Матч відбувся 28 травня 2005 року між чемпіоном Індії і володарем кубка Федерації клубом Демпо та віце-чемпіоном Індії клубом Спортінг Клуб де Гоа.
| Володар Суперкубка Індії 2005     |
| --------------------------------- |
|                                   |
| Спортінг Клуб де Гоа Перший титул |

## Матч

### Деталі
| 28 травня 2005 |

| Демпо                     | 0:3 | Спортінг Клуб де Гоа |
| ------------------------- | --- | -------------------- |
| Омагбемі 10', 81' Еде 24' |     |                      |

| ЕМС, Колкатта |